# Orthoscuticella ventricosa
Orthoscuticella ventricosa är en mossdjursart som först beskrevs av Busk 1852.  Orthoscuticella ventricosa ingår i släktet Orthoscuticella och familjen Catenicellidae. Inga underarter finns listade i Catalogue of Life.